# Ростова, Фрума Ефимовна
Фру́ма Ефи́мовна Росто́ва, урождённая Ха́йкина (6 февраля 1897, Новозыбков, Черниговская губерния — 1977, Москва) — советская революционерка, сотрудница ЧК (1918), участница Гражданской войны, инженер и организатор строительства в СССР. Жена Николая Щорса.

## Биография

### Ранние годы
Родилась 6 февраля 1897 года в Новозыбкове, в семье служащего. Получила домашнее образование, с детства осваивала профессию портнихи, работала в мастерской. С первых же дней октября 1917 года примкнула к революционному движению. В начале 1918 года была избрана членом правления и секретарём профсоюза швейников. В феврале того же года в составе красногвардейского отряда ушла на фронт.

### Гражданская война
Будучи раненой в марте 1918 года попала в плен к полякам. Её обменяли на польского офицера и выслали в Оршу, откуда была переведена в Брянск сотрудником отдела иностранных дел ВЧК.
В Унечу прибыла из Брянска с отрядом китайцев и киргиз-кайсаков, которые ранее работали на строительстве железной дороги и после революции оказались не у дел. Задачей было наведение революционного порядка на приграничной станции, то есть «надзор за контрреволюционной агитацией, местной буржуазией, неблагонадёжными контрреволюционными элементами, кулаками, спекулянтами и прочими врагами Советской власти, принятие мер пресечения и предупреждения против врагов» (из Инструкции чрезвычайным комиссиям на местах 1918 года). Казахи и китайцы были, вероятнее всего, членами особого карательного вооружённого отряда, которые создавались при местных ЧК.
В Унече Хайкина возглавила пограничное подразделение ЧК (хотя документальных подтверждений того, что она была именно его руководителем не имеется). Унечская ЧК имела, вероятно, статус пограничной чрезвычайной комиссии. По крайней мере, пункт 26 упомянутой инструкции гласил, что в местностях, расположенных в пограничной полосе, образуются пограничные ЧК, в местностях, расположенных по линии фронта, образуются армейские ЧК; первые борются только на границе, вторые — только в военной среде.
Помимо службы в ЧК, она одновременно являлась членом Унечского ревкома (высшего органа гражданской и военной власти) и была фактически первым лицом на станции и в её ближайших окрестностях.
Работы на границе хватало: район был наводнён контрабандистами и разного рода сомнительными личностями. Помимо этого, в районе Унечи, вероятно, действовало немало агентов немецкой военной разведки, выявление и нейтрализация которых также входила в задачи местной ЧК. Кроме того, Унеча в тот период ещё взяла на себя и функции пункта таможенного пропуска. Проверять на предмет контрабанды было кого, поскольку поток выезжающих из Советской России был огромен. После Октябрьской революции страну навсегда покидали десятки тысяч людей. Многие бежали на Украину и путь их зачастую проходил через Унечу. Эмигранты везли валюту и драгоценности, которые подлежали конфискации «в пользу трудового народа».

Деятельность Хайкиной нашла отражение в мемуарах:

…комендант Унечи — знаменитая курсистка товарищ Хайкина сначала хотела меня расстрелять. — За что? — спросил я. — За то, что вы в своих фельетонах так ругали большевиков.— Аркадий Аверченко Фельетон «Приятельское письмо Ленину»

…-Здесь главное лицо — комиссарша X. Он назвал звучную фамилию, напоминающую собачий лай (Хайкина/Хавкина). X (айкина) — молодая девица, курсистка, не то телеграфистка — не знаю. Она здесь всё. Сумасшедшая — как говорится, ненормальная собака. Зверъ, — выговорил он с ужасом и с твёрдым знаком на конце. — Все её слушаются. Она сама обыскивает, сама судит, сама расстреливает: сидит на крылечке, тут судит, тут и расстреливает. А когда ночью у насыпи [расстреливают], то это уже не она [там работал, как видно, ревком].

И ни в чём не стесняется. Я даже не могу при даме рассказать, я лучше расскажу одному господину Аверченке. Он писатель, так он сумеет как-нибудь в поэтической форме дать понять. Ну, одним словом, скажу, что самый простой красноармеец иногда от крылечка уходит куда-нибудь себе в сторонку. Ну, так вот, эта комиссарша никуда не отходит и никакого стеснения не признаёт. Так это же ужас!— Тэффи: «Воспоминания»
Примкнула к партизанскому отряду Николая Щорса (впоследствии её мужа). К концу 1918 года была направлена на лечение в туберкулёзный диспансер, с марта 1919 года — вновь в отряде Щорса.
После гибели Щорса 30 августа 1919 года вместе с десятью курсантами военного училища, своими тремя сёстрами и политработниками сопровождала гроб с телом мужа в Самару, куда прибыла 13 сентября. Здесь же стала членом коллегии Губсобеса.

### Участие в индустриализации
После окончания Гражданской войны получила техническое образование на рабфаке имени М. Н. Покровского при Московском государственном университете и инженерное образование в Московском высшем техническом училище (инженер-электрик). В годы индустриализации участвовала в стройках объектов системы ГОЭЛРО (Новороссийская, Днепродзержинская, Кузнецкая, Челябинская ГРЭС). Была начальником пусковой группы Главэнерго, руководила реконструкцией и капремонтами электростанций.
С 10 апреля 1935 года руководила строительством ТЭЦ-1 в Челябинске. В 1937 году была избрана членом Челябинского горкома ВКП(б).
Руководила строительством Уральского автозавода в Миассе. Непосредственно перед войной возглавляла строительство Дворца Советов в Москве, работала на 1-м и 39-м авиазаводах.

### Великая Отечественная война и послевоенные годы
С началом Великой Отечественной войны была направлена в Куйбышев, где работала начальником монтажных работ на объектах треста Особстрой.
В 1949 году участвовала в эксгумации и перезахоронении останков Н. А. Щорса, опубликовала воспоминания о муже.

### Смерть
Фрума Ефимовна Ростова умерла в 1977 году в Москве, она похоронена на Новом Донском кладбище, к юго-востоку от бывшего главного здания Донского крематория.

### Семья
Осенью 1918 года Фрума Ефимовна Хайкина вышла замуж за Николая Щорса. С 1919 года и в дальнейшем жила под партийным псевдонимом Ростова. Её дочь от брака с Щорсом — Валентина (1920—2005), родилась уже после смерти Щорса. Впоследствии Валентина работала врачом в клинике КГБ и стала женой советского физика, академика И. М. Халатникова:
Моя тёща в 1940 г., как вдова героя Гражданской войны Николая Щорса, получила квартиру в «доме правительства» на набережной после того, как о Щорсе вспомнил Сталин.
Потомки Ростовой живут в России и США.

## Любопытные факты
- Пользуясь правом Ростовой на обслуживание в кремлёвской аптеке, её зять академик И. М. Халатников получал дефицитные лекарства для лечения академика Л. Д. Ландау[6].